# Josef Nibler
Josef Nibler (* 14. August 1865 in Bruck in der Oberpfalz; † 27. September 1921 in München) war von 1912 bis 1921 als Bezirksamtmann (Landrat) Leiter des Bezirksamts Fürstenfeldbruck in Bayern. Er hatte die Idee, auf den Allinger Wiesen südlich der Bahnlinie Pasing–Buchloe eine Gartenkolonie und später Heimstättensiedlung für Kriegsheimkehrer zu entwickeln. Zusammen mit dem Bezirksbaumeister Georg Popp entwickelte er 1914 einen Baulinienplan für den späteren Ort Eichenau. Der Plan wurde 1918 rechtskräftig und damit Leitlinie für die Entwicklung des Ortes bis 2022. Ab dem 15. März 1918 kaufte er mit Krediten der österreichischen Versicherung Phönix 76 Hektar Grund auf, die er in die von ihm gegründete Baugenossenschaft Eichenau und Umgebung e.G. (gegründet am 6. November 1918, Sitz in Fürstenfeldbruck) einbrachte. Er wurde erster Vorstand; die damalige Hauptstraße in Eichenau wurde 1921 zu seinen Ehren in Niblerstraße umbenannt.